# 藤本進
藤本 進（ふじもと すすむ、1948年12月5日 - ）は日本の財務官僚、実業家。血液型はB型。元トヨタ自動車会長・豊田章一郎の娘婿。現トヨタ会長の豊田章男は義弟。

## 来歴・人物
広島大福山高校を経て、1972年に東京大学法学部を卒業し、旧大蔵省入省。大臣官房文書課配属。アジア開発銀行に出向しマニラ在勤。その後大蔵省国際金融局為替資金課長、関税局総務課長、官房審議官等を経て退官。大蔵省在籍中、豊田章一郎の長女と結婚。豊田が旧制東京府立一中の同級生だった長岡實に婿探しを依頼し、長岡が自らの秘書課長時代に採用した藤本を紹介したのが縁だった。
退官後は、三井住友海上火災保険やMS&ADインシュアランスグループホールディングスで副社長を務める。

## 略歴
- 1972年3月 東京大学法学部卒業
- 1972年4月 大蔵省入省
  - 入省同期に津田広喜、渡辺博史、五味広文、豊田潤多郎[4]、金子幸俊、藤原隆、潮明夫、村上喜堂、上田展嗣、塚田弘志、新原芳明など[5]。
- 1973年12月 大蔵省大臣官房付（留学）
- 1976年6月 INSEAD修了
- 1976年7月 大蔵省大臣官房付（外務研修）
- 1977年5月 外務省在フィリピン大使館二等書記官
- 1980年7月 銀行局総務課長補佐（日本銀行・企画）[6]
- 1984年7月 国際金融局外資課長補佐（総括）[7]
- 1985年7月 銀行局保険部保険第一課長補佐
- 1986年6月 福岡財務支局理財部長
- 1992年6月 アジア開発銀行理事
- 1994年7月 国際金融局為替資金課長
- 1995年6月 関税局国際機関課長
- 1996年7月 関税局総務課長
- 1998年6月 横浜税関長
- 1999年7月 大蔵省大臣官房参事官兼審議官（関税局担当）
- 2000年6月 大蔵省大臣官房審議官（関税局担当）
- 2002年7月 欧州復興開発銀行理事
- 2005年8月 三井住友海上火災保険株式会社顧問
- 2007年6月 MS&ADインシュアランスグループホールディングス株式会社取締役
- 2008年4月 MS&ADインシュアランスグループホールディングス株式会社取締役 兼 三井住友海上火災保険株式会社取締役常務執行役員
- 2009年4月 MS&ADインシュアランスグループホールディングス株式会社取締役専務執行役員 兼 三井住友海上火災保険株式会社取締役専務執行役員
- 2011年4月 三井住友海上火災保険株式会社専務執行役員
- 2014年4月 MS&ADインシュアランスグループホールディングス株式会社取締役副社長執行役員 兼 三井住友海上火災保険株式会社副社長執行役員（リスク管理部、財務管理部、国際管理部、特命事項担当）
- 2016年4月 株式会社インターリスク総研取締役会長 兼 MS&ADインシュアランスグループホールディングス株式会社取締役
- 2018年10月 株式会社日新顧問
- 2019年4月 株式会社東海東京調査センター取締役会長
- 2019年6月 株式会社日新取締役

## 系譜
- 豊田喜一郎 - トヨタ自動車創業者で、夫人の祖父。
- 豊田達郎 - トヨタ自動車元社長で、夫人の叔父。
- 豊田佐吉 - トヨタグループ創設者で、夫人の曽祖父。
- 豊田達也 - デンソー専務で、夫人の従兄弟（父親同士が兄弟）。
- 豊田利三郎 - トヨタ自動車初代社長で、夫人の大叔父（利三郎は佐吉の婿養子）。